# Svenska Akademiens teaterpris
Svenska Akademiens teaterpris instiftades i samband med Kungliga Dramatiska Teaterns 175-årsjubileum år 1963. Priset utdelas av Svenska Akademien som belöning till scenartister, regissörer och dramatiska författare. Prisbeloppet är 75 000 kronor (2019).

## Pristagare i urval
- 1963 – Alf Sjöberg
- 1964 – Inga Tidblad
- 1965 – Elisabeth Söderström
- 1966 – Agne Beijer
- 1967 – Ingen utdelning
- 1968 – Max von Sydow
- 1969 – Ulf Palme
- 1970 – Kent Andersson, Bengt Bratt
- 1971 – Ingen utdelning
- 1972 – Anders Ek
- 1973 – Stig Torsslow
- 1974 – Jan-Olof Strandberg
- 1975 – Gunn Wållgren och Lena Nyman
- 1976 – Mariane Orlando och Birgit Cullberg
- 1977 – Georg Rydeberg
- 1978 – Olof Widgren
- 1979 – Irma Christenson
- 1980 – Ulla Sjöblom och Georg Funkquist
- 1981 – Karin Kavli
- 1982 – Herbert Grevenius
- 1983 – Allan Edwall
- 1984 – Michael Meschke
- 1985 – Keve Hjelm
- 1986 – Margareta Hallin
- 1987 – Erland Josephson
- 1988 – Ingvar Kjellson
- 1989 – Nils Poppe
- 1990 – Peter Oskarson
- 1991 – Anita Björk
- 1992 – Jan Malmsjö
- 1993 – Margaretha Krook
- 1994 – Jarl Kulle
- 1995 – Ernst-Hugo Järegård
- 1996 – Sif Ruud
- 1997 – Per Verner-Carlsson
- 1998 – Sören Brunes
- 1999 – Lena Endre
- 2000 – Sven Lindberg
- 2001 – Björn Granath
- 2002 – Gunnel Lindblom
- 2003 – Suzanne Osten
- 2004 – Ingvar Hirdwall
- 2005 – Staffan Göthe
- 2006 – Krister Henriksson
- 2007 – Stina Ekblad
- 2008 – Mats Ek
- 2009 – Agneta Ekmanner
- 2010 – Pernilla August
- 2011 – Staffan Valdemar Holm och Bente Lykke Møller
- 2012 – Suzanne Reuter
- 2013 – Karl Dunér[1]
- 2014 – Iwar Wiklander
- 2015 – Thommy Berggren
- 2016 – Sven Wollter[2]
- 2017 – Rikard Wolff
- 2018 – Hans Klinga[3]
- 2019 – Ann Petrén[4]
- 2021 – Marie Göranzon[5]
- 2022 – Peter Andersson[6]
- 2023 – Ada Berger[7]
- 2024 – Eva Rexed[8]